# الرعاية الصحية في النمسا

إنفاق قطاع الرعاية الصحية النمساوي بالنسبة إلى الناتج المحلي الإجمالي خلال الفترة من عام 1970 حتى عام 2015 بالمقارنة مع بلدان أخرى

تملك دولة النمسا نظام رعاية صحية مزدوج، إذ يتلقى جميع الأفراد تقريبًا رعاية ممولة من القطاع العام، لكن لديهم أيضًا خيار الحصول على تأمين صحي تكميلي خاص. يمكن أن تتضمن الرعاية التي تنطوي على خطط تأمين خاصة ساعات زيارة أكثر مرونة وغرفًا خاصة وأطباء خاصين. يختار بعض الأفراد دفع تكاليف رعايتهم بالكامل بشكل خاص.
الرعاية الصحية في النمسا شاملة للمقيمين في النمسا وكل دول الاتحاد الأوروبي الأخرى. يمكن للطلاب من دول الاتحاد الأوروبي/المنطقة الاقتصادية الأوروبية أو سويسرا الذين لديهم تأمين صحي وطني في بلدهم استخدام بطاقة التأمين الصحي الأوروبية. يجب على الطلاب المؤمن عليهم ذاتيًا دفع رسوم تأمين تبلغ 52.68 يورو شهريًا.
يكون التسجيل في نظام الرعاية الصحية العامة تلقائيًا بشكل عام ويرتبط بالتوظيف، لكن التأمين مضمون أيضًا للمشتركين (مثل الأزواج والعائلات) والمتقاعدين والطلاب والمعوقين والمتلقين إعانة البطالة. التسجيل إلزامي، ولا يمكن المفاضلة عند اختيار مؤسسات الضمان الاجتماعي المختلفة. يسجل أصحاب العمل موظفيهم في المؤسسة المناسبة ويقتطعون ضريبة التأمين الصحي من رواتب الموظفين. لا يُسجل بعض الأشخاص، مثل العاملين لحسابهم الخاص، تلقائيًا لكنهم مؤهلون للتسجيل في نظام التأمين الصحي العام. تعتمد تكلفة التأمين العام على الدخل ولا تتعلق بالتاريخ الطبي للفرد أو عوامل الخطر.
تصدر بطاقة إلكترونية لجميع الأشخاص المؤمن عليهم، ويجب تقديمها عند زيارة الطبيب (لكن بعض الأطباء يعالجون المرضى المؤمّنين التابعين للقطاع الخاص فقط). تسمح البطاقة الإلكترونية برقمنة المطالبات الصحية وتحل محل قسيمة التأمين الصحي السابقة. بالإضافة إلى ذلك، يمكن استخدام البطاقة الإلكترونية للتوقيعات الإلكترونية. تتضمن البطاقات الإلكترونية الصادرة بعد أكتوبر عام 2019 أيضًا على صورة لصاحب البطاقة لمنع حالات الاحتيال.
يمكن إدارة المستشفيات والعيادات إما من قبل الدولة أو من القطاع الخاص. تملك النمسا عددًا كبير نسبيًا من المستشفيات والأطباء؛ في عام 2011 بلغ عدد الأطباء 4.7 طبيب لكل 1000 شخص، وتزيد هذه النسبة قليلاً عن المتوسط في أوروبا. يتم التأكيد على رعاية المرضى الداخليين في نظام الرعاية الصحية النمساوي؛ تمتلك النمسا أكبر عدد من حالات تخريج المصابين بأمراض حادة لكل 100 نسمة في أوروبا ويبلغ متوسط الإقامة في المستشفى 6.6 يوم، بينما يبلغ متوسط الاتحاد الأوروبي 6 أيام.
بحلول عام 2008، تسببت الأزمة الاقتصادية في ركود عميق، وازدادت المدفوعات الفعلية للرعاية الصحية لتصبح 28% من النفقات الصحية. بحلول عام 2010، انخفض الإنفاق العام في النمسا بشكل عام، لكنه كان 15.5%، مقارنة بـ13.9% قبل خمسة عشر عامًا.

## مقارنات دولية
حصل نظام الرعاية الصحية في النمسا على المرتبة التاسعة من قبل منظمة الصحة العالمية في منتصف العقد الأول من القرن الحالي. في عام 2015، بلغت تكلفة الرعاية الصحية 11.2% من الناتج المحلي الإجمالي -وهي خامس أعلى تكلفة في أوروبا.
حصلت مدينة فيينا على المرتبة الأولى من حيث مستوى المعيشة (الذي يتضمن مجموعة متنوعة من الخدمات الاجتماعية) من قبل شركة ميرسر الاستشارية.
في عينة تتألف من 13 دولة متطورة، احتلت النمسا المرتبة الخامسة من حيث الاستهلاك المرجح للأدوية من ضمن 14 فئة في عام 2009 والمرتبة الرابعة عام 2013. اعتمد اختيار الأدوية المدروسة على أساس أن الحالات التي عولجت كانت شديدة الانتشار وذات معدلات وفاة عالية، وسببت إمراضية طويلة الأجل وكلفت مبالغ كبيرة، وتحققت تطورات هامة في الوقاية أو العلاج منها في السنوات العشر الماضية. واجهت الدراسة صعوبات كبيرة في المقارنة بين استخدام الأدوية عبر الحدود.
احتلت النمسا المرتبة 12 في أوروبا من قبل مؤشر المستهلك الصحي الأوروبي في عام 2015. قللت حقيقة أن الإجهاض غير مشمول في نظام الرعاية الصحية العامة من رتبتها.

## التاريخ

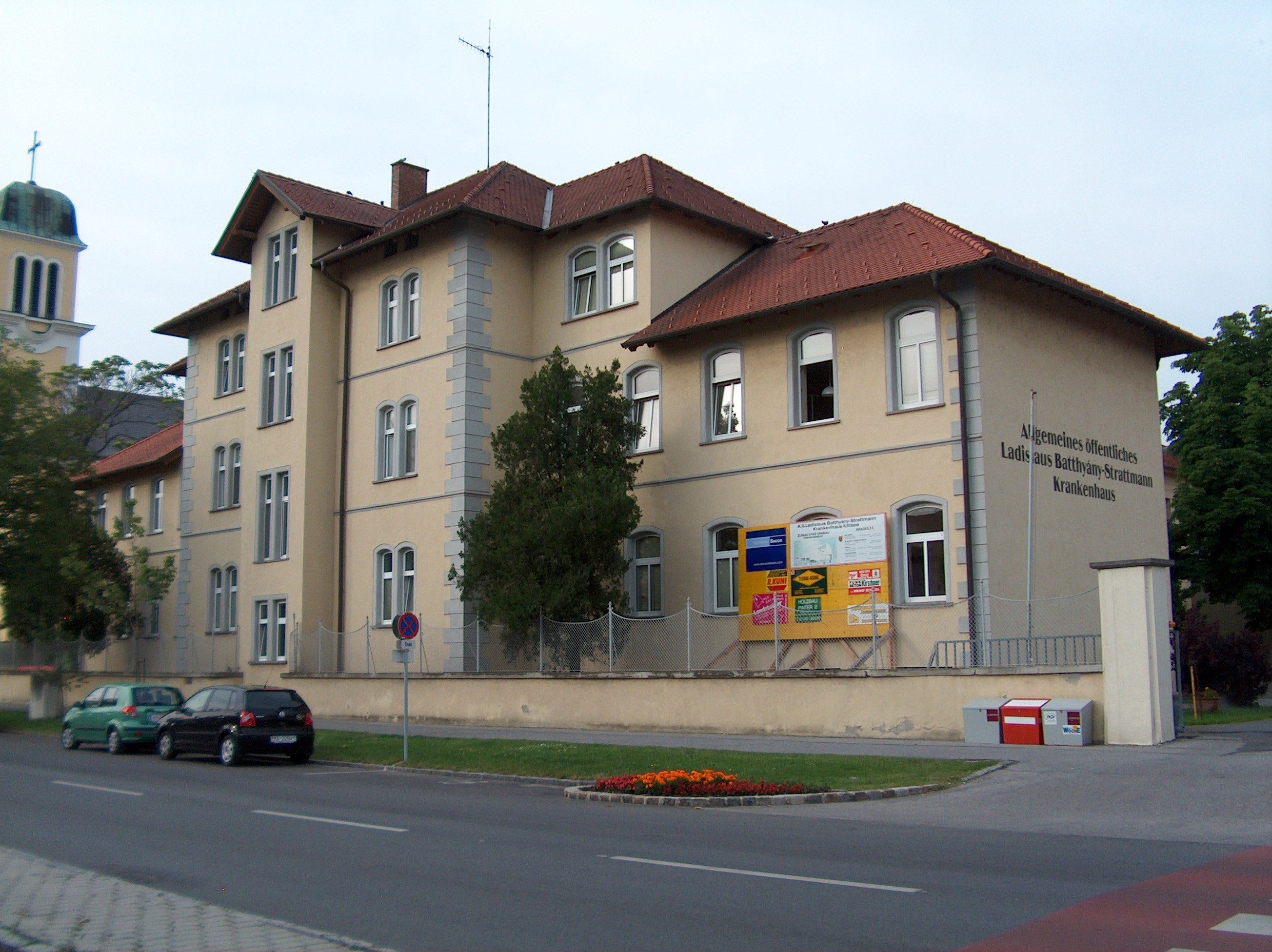
مستشفى في بلدية كيتسه بولاية بورغنلاند النمساوية

طُور نظام الرعاية الصحية في النمسا إلى جانب برامج الرفاهية الاجتماعية الأخرى من قبل الحزب الديمقراطي الاجتماعي النمساوي في فيينا (خلال فترة «فيينا الحمراء» الكلاسيكية) في البداية.
بدأت الرعاية الصحية في النمسا في البداية في عام 1956 مع الإشارة إلى قانون التأمين الاجتماعي العام، الذي ينص على أن الرعاية الصحية حق. يصبح الأفراد مؤهلين ويُسجلون تلقائيًا للحصول على الرعاية الصحية عند حصولهم على عمل. يُضم الفرد إلى صندوق التأمين المعروف باسم صندوق العلاج الطبي، ما يؤدي إلى الحصول على بطاقة تأمين لا تغطي الرعاية الصحية فحسب، بل ومعاشات التقاعد والبطالة أيضًا. نما مستوى التغطية بسرعة في الفترة بين عامي 1955-1956 أي منذ توثيق قانون التأمين الاجتماعي العام، وبحلول عام 1980 تضمن الرعاية غير المقيدة في المستشفى والفحوص الوقائي.
في عام 2010 تحت مستشارية وزير المالية فيرنر فايمان، بدأ وزير الصحة الديمقراطي الاجتماعي ألويس ستوغر عملية الإصلاح استجابة لارتفاع تكاليف الرعاية الصحية وضعف القدرات. يُمول النظام جزئياً من الديون العامة، الأمر الذي أصبح تحدياً كبيراً في أعقاب الركود الذي ضرب النمسا في عام 2009. هدفت إصلاحات عام 2013 إلى زيادة القدرات وتحسين جودة الرعاية ومعالجة المخاوف المالية بالتوافق مع وزارة المالية. أدت الإصلاحات مع إدخال مصطلح سقف الميزانية إلى نتائج هامة على مستوى الإنفاق على الرعاية الصحية. لم تكن فكرة الإصلاح الهيكلي مطلقة. بسبب الهيكل الاتحادي للنمسا، يعد الهيكل القانوني لبرنامج الضمان الاجتماعي شديد التعقيد مع وجود منشآت متعددة على مستوى الولايات تحت ظل المؤسسة الوطنية: يمثل إجراء تعديلات على الإطار الفيدرالي مشكلة دستورية.

## الهيكلية
تُمول البرامج الصحية في النمسا من قبل صندوق التأمين المرضي المعروف باسم صندوق العلاج الطبي، والذي مثل في عام 2013 نسبة 11.0% من الناتج المحلي الإجمالي، وهو أعلى من متوسط الاتحاد الأوروبي البالغ 7.8% من الناتج المحلي الإجمالي. نظام الرعاية الصحية في النمسا لا مركزي، ويعمل بنظام مشابه للنظام الفيدرالي في الولايات المتحدة. لكل ولاية من الولايات التسع وحكومة النمسا الفيدرالية قيود وأدوار قانونية ضمن نظام الرعاية الصحية الخاص بها. الوزارة الاتحادية للعمل والشؤون الاجتماعية هي الجانب الفيدرالي، ودورها هو تطوير إطار الخدمات المقدمة، والتعامل مع صندوق التأمين المرضي المعروف باسم صندوق العلاج الطبي، الذي يمول نظام الرعاية الصحية النمساوي. دور الأقاليم هو إدارة وتوفير الرعاية حسب الحاجة. تُقدم الرعاية الصحية في النهاية بشكل مشترك من قبل الجهات الفدرالية والإقليمية والمحلية. بما أن برنامج الصحة النمساوي يغطي مجموعة واسعة من شؤؤون التأمين الاجتماعي بما في ذلك على سبيل المثال لا الحصر التأمين ضد البطالة، واستحقاقات الأسرة، والتأمين ضد الحوادث، تكون البيروقراطية الشاملة واسعة. رغم أن صندوق العلاج الطبي هو الصندوق الأساسي، تعمل شبكة الحماية الاجتماعية النمساوية فعليًا من خلال 22 صندوقًا صغيرًا، 19 منها مخصصة فقط للمرض وكلها تخضع للحكم الذاتي بموجب القانون العام من أجل ضمان اللامركزية.